# Дворец Семенских (Львов)

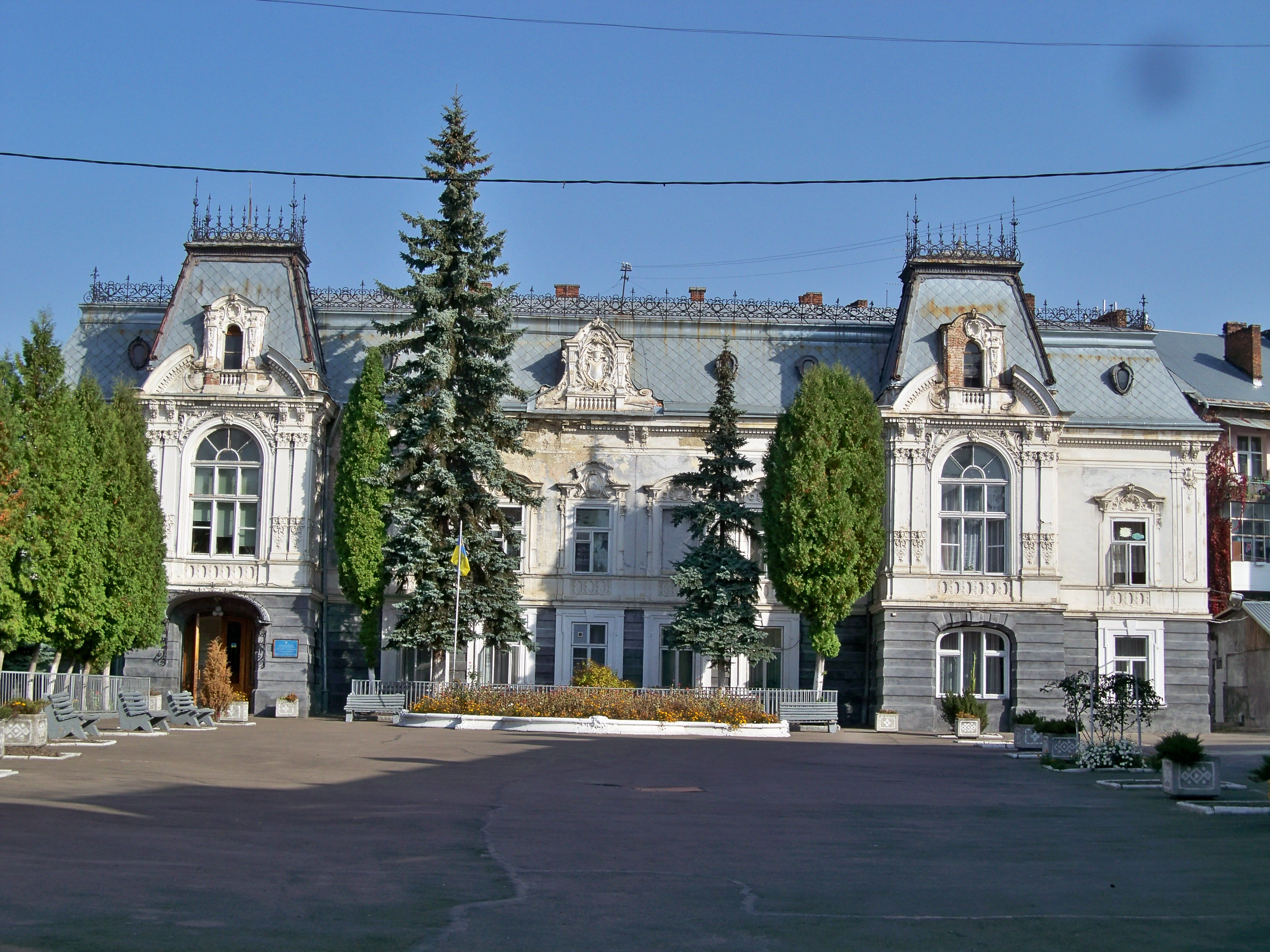
Бывший дворец Семенских

Дворе́ц Семе́нских — памятник архитектуры во Львове (Украина). Находится на улице Пекарской, 19.
Здание дворца Семенских было построено в начале XIX века, хотя большая усадьба располагалась здесь ещё в XVIII веке. Граф Константин Семенский, посол галицкого сейма, заказал дворец у прусского архитектора Фридерика Баумана, и здание было завершено в 1849 году. В 1877 году дворец был перестроен А.Вагнером по заказу графа Вильгельма Станислава Семенского, тайного советника. В 1893 году архитекторы Иван Левицкий и Ян Кудельский перестроили его в стиле французского барокко, с просторными курдонёрами, эффектными въездными воротами и кованными решётками.
В советское время и до сих пор здание используется в качестве интерната для детей-инвалидов (школа-интернат № 102 города Львова).

## Галерея

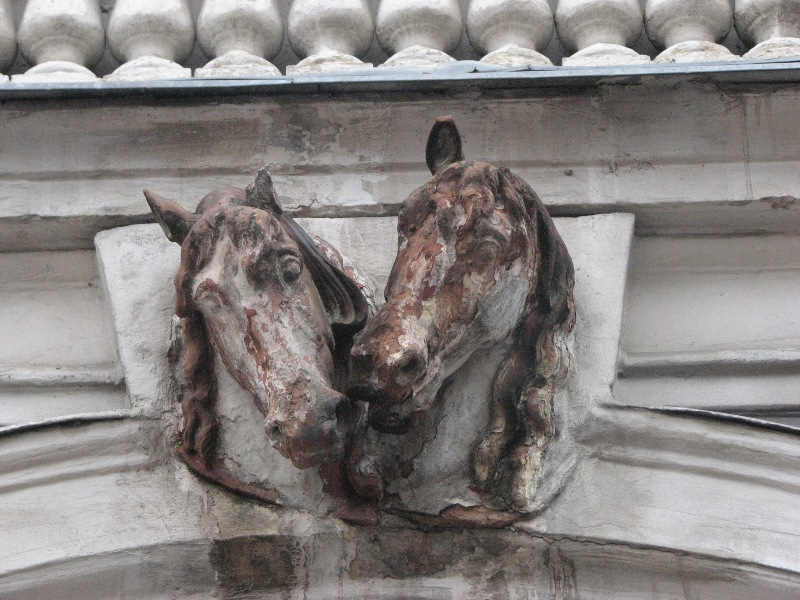
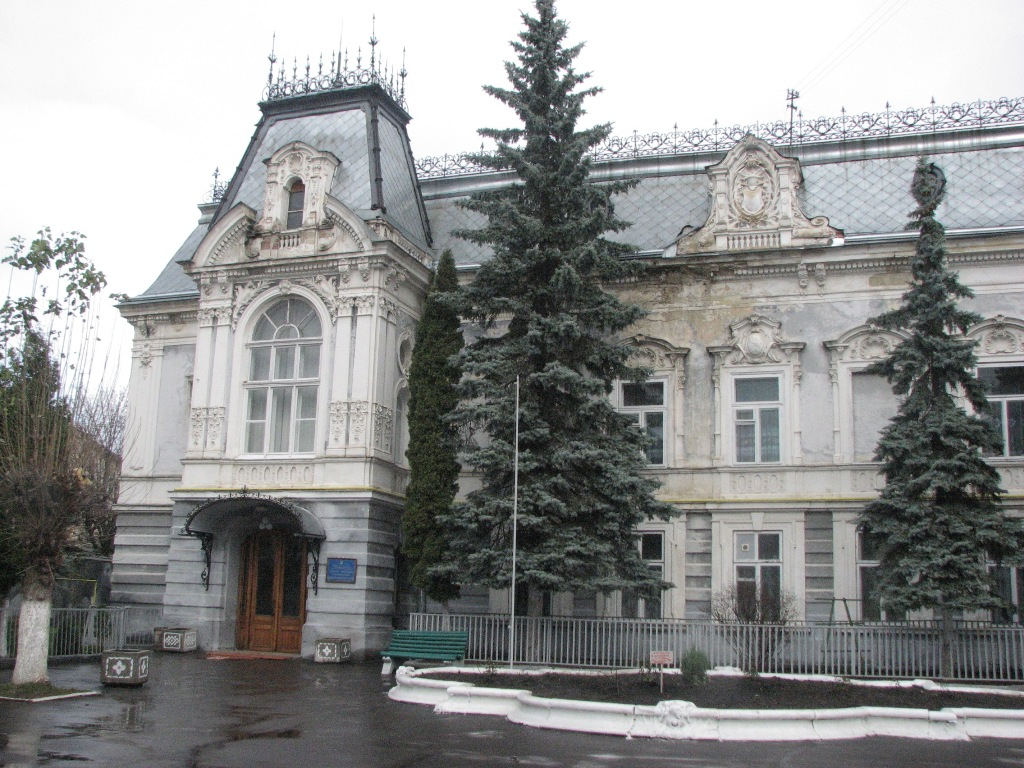
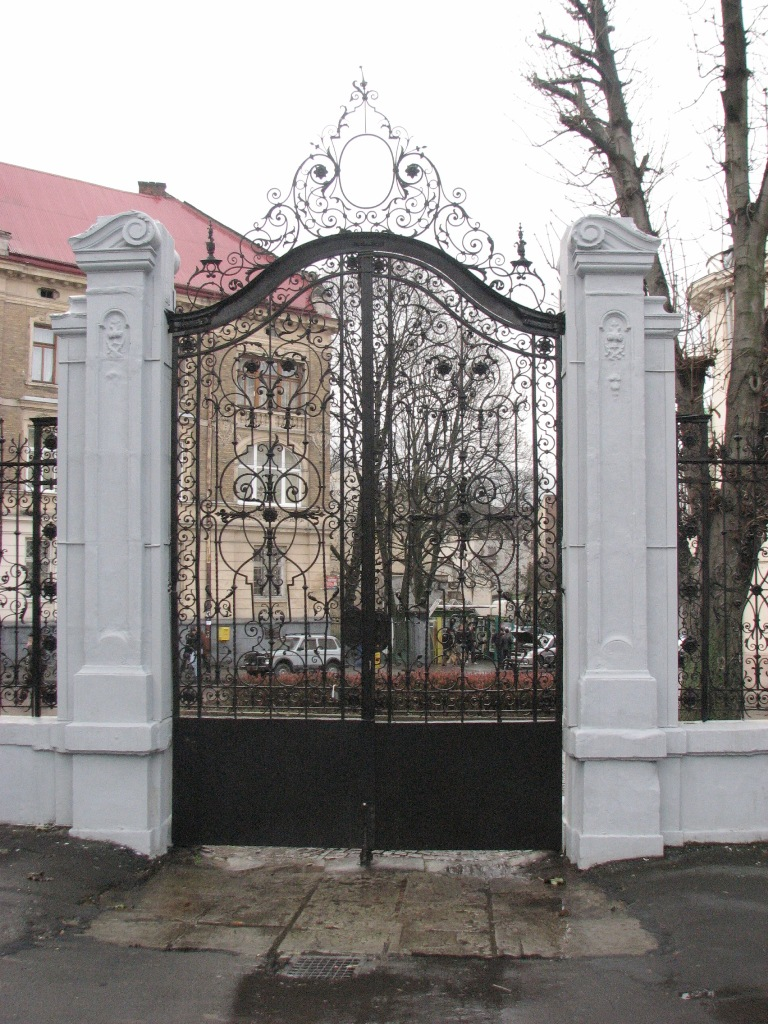